# 鬼壓床了沒
《鬼壓床了沒》（日语：ステキな金縛り，英文：Once in a Blue Moon / A Ghost of a Chance）是2011年10月29日日本上映的电影。由深津繪里、西田敏行主演。

## 概要
由曾拍摄過《魔幻時刻》的三谷幸喜負責導演、是部描寫落敗武者幽靈與三流律師的法庭喜劇電影。主演有《惡人》的深津繪里、《星守之犬》的西田敏行。由東寶發行。片長2小時22分。2011年10月19日也在紐約上映。另外富士電視台為了紀念電影上映也舉辦名為“秋天的三谷祭”的活動而播放了各種特番特別劇如《魔幻時刻》、《古畑任三郎》。

## 故事大綱
為涉嫌殺妻的矢部五郎辯護的律師寶生繪美，是個看來毫無未來的三流律師。為了幫看來毫無勝算的矢部收集其在出事前在居住的旅館中被鬼壓床的不在場證明，繪美親自到這間旅館並且真的被矢部所說的落敗武者幽靈・更科六兵衛纏上，於是繪美邀他去作證矢部是無罪的。但繪美不但要證明幽靈可以作證外，還必須面對功力高深的檢察官・小佐野徹主張世界上沒有幽靈存在，因此六兵衛的證言無法作為證據。並且還必須面對被殺的鈴子的情夫‧日野勉派出陰陽師要來除去六兵衛以及來自地府的管理局公安要將六兵衛帶走的危機，到底繪美與六兵衛能否在這場訴訟中一一化解困難，並且還無辜的矢部一個清白呢？

## 角色
| 角色       | 身份                             | 演员                 | 台灣配音員 | 香港配音員 | 备注 |
| ---------- | -------------------------------- | -------------------- | ---------- | ---------- | --- |
| 寶生繪美   | 辩护律师                         | 深津繪里             | 石薇       | 陳皓宜     | 本人原來是個三流律師且老是連戰連敗，但在意外接下矢部的案子並且由於衰事不斷，而能看见亡灵並因此邀請幽靈‧六兵衛為他的訴訟作證，在六兵衛的幫助下，讓她有很大的成長並終於順利幫矢部洗清罪嫌，最後繼承其老闆‧速水的事務所，並擁有一個美滿的家庭 |
| 更科六兵衛 | 証人，落敗武者幽靈，後北條氏家臣 | 西田敏行             | 馬伯強     | 張炳強     | 生于享禄3年（1530年）4月3日並且卒于天正18年(1590年，生前雖然效忠北條家，但在小田原之戰時，被誣陷為背叛者而遭處死，因此死後只能一直騷擾人類，在因緣際會下遇到繪美而決定幫助繪美替有同樣遭遇的矢部洗清罪嫌，是幫助繪美成長的好幽靈，最後一直出現在繪美在的照片中而成為繪美家的守護靈）。在同為三谷導演的作品清須會議中亦有登場，負責追殺織田四天王之一的瀧川一益。 |
| 速水悠     | 辩护律师，寶生繪美的老板         | 阿部寛               | 梁兴昌     | 陳欣       | 雖然一開始不太相信繪美的能力，最後接受繪美所說的六兵衛的存在，而與繪美一起替矢部辯護，電影中盤因為糖尿病惡化而過世，不過死後繼續幫助繪美，讓她最後能夠獲得勝訴。另外也喜歡跳踢踏舞 |
| 小佐野徹   | 检察官                           | 中井貴一             | 官志宏     | 潘文柏     | 功力高深的檢察官，雖然一開始主張沒有任何幽靈存在，但被六兵衛看穿他能看见幽靈，最後接受六兵衛可以在法庭上作證，但依然發揮其高超的功力讓繪美一度陷入苦戰，是個值得敬畏的對手 |
| 菅仁       | 審判長                           | 小林隆               | 陈幼文     | 譚炳文     | |
| 矢部五郎   | 被告人，鈴子之夫                 | KAN                  | 陳幼文     | 林國雄     | 因為涉嫌殺妻而被補並且由繪美幫他辯護，由於透露在出事前曾在所住的旅館被鬼壓床而有不在場證明而讓繪美因此為他找到逆轉的契機 |
| 矢部鈴子   | 風子之妹                         | 竹内結子             | 詹雅菁     | 朱妙蘭     | 死者，35岁，坠楼而死，但其實本人根本沒死並且與自己的情人兼姐姐的老公日野一起聯手殺害姐姐而假扮成她以便可以與日野在一起 |
| 日野風子   | 化粧品公司社長，鈴子之姊         | 竹内結子             | 詹雅菁     | 沈小蘭     | 因為表現地對妹妹毫不關心而被繪美看穿她可能是由妹妹鈴子假扮，因此最後由繪美拜託去世的速水將她從地府帶過來在法庭上作證而因此成功勝訴 |
| 日野勉     | 風子之夫，鈴子的愛人             | 山本耕史             | 馬伯強     | 黃啟昌     | 雖然看起來對妻子妹妹‧鈴子的死相當悲傷，但最後被繪美看穿他和鈴子聯手殺害其妻 |
| 木戶健一   | 歷史学者，更科六兵衛的後世子孫   | 淺野忠信             | 胡鎮璽     | 梁偉德     | 對於自己的祖先被認為是背叛者相當不以為然，因此努力收集史料要為他平反，最後為他建立一座慰靈碑 |
| 阿部筑筑   | 陰陽師                           | 市村正親             | 胡鎮璽     | 盧國權     | 自称是安倍晴明友人的子孫，受日野勉邀請要除掉更科六兵衛，但其實是名神棍而因此履遭段田的惡整。 |
| 宝生輝夫   | 律師，寶生繪美的亡父             | 草彅剛               | 胡鎮璽     | 李錦綸     | 是名年輕有為的律師，但在寶生繪美10岁时因為癌症过世。生前喜爱《史密斯先生上美京》、《风云人物》等法兰克·卡普拉的电影，結尾中由六兵衛帶來而讓他與繪美能因此圓了父女相見的夢 |
| 工藤万龜夫 | 寶生繪美的恋人，跑龍套演员       | 木下隆行             | 梁兴昌     | 蔡德鈞     | 在繪美擔任某劇的法律顧問時相識而成為情侶，一直在背後支持繪美，但一度因為與她吵架而離開，最後兩人復合並且成立一個美滿的家庭 |
| 段田譲治   | 从另一个世界来的管理局公安       | 小日向文世           | 陳幼文     | 蘇強文     | 准备将更科六兵衛带回去的公安，喜爱《史密斯先生上美京》、《风云人物》等法兰克·卡普拉的电影，做事一板一眼而不講情面，但最後還是在繪美用可以看法兰克·卡普拉的电影的交換條件下而將真正的死者‧風子給帶到法庭上 |
| 日村田丸   | 法廷画家                         | 山本亘               | 梁兴昌     | 陳曙光     | 因為衰事不斷而能看见亡灵 |
| 猪瀬絹     | 旅館「しかばね荘」的老板娘       | 戶田惠子             | 詹雅菁     | 林丹鳳     | |
| 猪瀬潤     | 旅館「しかばね荘」的老板         | 淺野和之             | 官志宏     | 朱子聰     | |
| 占部薫     | 計程车司机                       | 生瀨勝久             | 胡鎮璽     | 張錦江     | 留著一頭像是落敗武者髮型的計程車司機 |
| 伊勢谷     | 卡车司机                         | 梶原善               |            | 關令翹     | 能看見亡靈 |
| 野島       | 片场烟雾布置人員                 | 阿南健治             |            | －         | |
|            | 心灵研究家                       | 近藤芳正             |            | 鄧港文     | |
| 村田大樹   | 演员                             | 佐藤浩市             | 胡鎮璽     | 關令翹     | 與工藤在競爭於戲劇中亮相的機會，但最後被六兵衛亂入而將他出場的畫面完全掩蓋掉 |
| 前田熊     | 餐馆服务员                       | 深田恭子             | 詹雅菁     | 黃瑩瑩     | |
|            | 电话应召女郎                     | 篠原涼子             | 詹雅菁     | 黃瑩瑩     | 能看见亡灵 |
|            | 醫生                             | 唐澤壽明             |            | 鄧港文     | |
| 漆原森太郎 | 狂躁的法庭旁听者                 | 相島一之             |            |            | |
|            | 護士                             | 西原亞希             |            | 黃瑩瑩     | |
| 羽柴大輔   | 律師                             | 大泉洋               |            | －         | 寶生旗下的律師，在片尾舉「勝訴」的牌子 |
|            | 法官（左側）                     | 中村靖日             |            | －         | |
| 老人       | 被告                             | 榎木兵衛             |            | －         | |
| 小愛       | 小佐野死去的愛犬                 | ナナ（聲：山寺宏一） |            | －         | |

## 工作人员
- 劇本、导演 - 三谷幸喜
- 製作 - 龟山千广、島谷能成
- 企画 - 石原隆、市川南
- 制片- 前田久閑、土屋健、和田倉和利
- 撮影 - 山本英夫（J.S.C.）
- 照明 - 小野晃
- 録音 - 瀨川徹夫
- 美術 - 種田陽平
- 音乐- 荻野清子
- 編集 - 上野聰一
- VFX製作人 - 大屋哲男
- 场记 - 山縣有希子
- 服饰设计 - 宇都宮いく子
- 装飾 - 田中宏
- 副导演 - 片島章三
- 製作担当 - 星野友紀
- 製作单位 - 富士電視台、東宝

## 拍摄地
- 长野县

## 获奖
| 年份 | 奖                     | 奖项           | 结果 | 受奖者     |
| ---- | ---------------------- | -------------- | ---- | ---------- |
| 2011 | 第24回日刊体育电影大奖 | 最優秀男配角賞 | 獲獎 | 西田敏行   |
| 2011 | 第35回日本电影金像奖   | 最优秀作品赏   | 提名 | 鬼压床了没 |
| 2011 | 第35回日本电影金像奖   | 最优秀导演赏   | 提名 | 三谷幸喜   |
| 2011 | 第35回日本电影金像奖   | 最优秀剧本赏   | 提名 | 三谷幸喜   |
| 2011 | 第35回日本电影金像奖   | 最优秀女主角赏 | 提名 | 深津繪里   |
| 2011 | 第35回日本电影金像奖   | 最优秀音乐赏   | 提名 | 荻野清子   |
| 2011 | 第35回日本电影金像奖   | 最优秀摄影赏   | 提名 | 山本英夫   |
| 2011 | 第35回日本电影金像奖   | 最优秀照明赏   | 提名 | 小野晃     |
| 2011 | 第35回日本电影金像奖   | 最优秀美术赏   | 提名 | 种田阳平   |
| 2011 | 第35回日本电影金像奖   | 最优秀录音赏   | 提名 | 濑川彻夫   |
| 2011 | 第35回日本电影金像奖   | 最优秀剪接赏   | 提名 | 上野聪一   |

## 評價
- 頭條日報的思慧說：「三谷幸喜真的確厲害，兩小時的電影落在他手中全無冷場，130分鐘的笑聲加12分鐘的淚水，秒秒也有意思。」[3]
- 不少中文媒體宣傳時曾故意錯說本片「橫掃」,「狂掃」,「榮獲」第35屆日本電影金像獎最佳電影、導演及女主角等10項殊榮。但本片其實僅是被提名，並未「橫掃」。[4][5]

## 特別節目

### 鬼壓床了沒 特別版
『鬼壓床了沒 特別版 〜完美的門房』（ステキなかくしどり かんぜんむけつのコンシェルジュ）是富士電視台在2011年（平成23年）11月5日於週六PREMIUM SATURDAY中以『三谷幸喜誕生50年&電影‧鬼壓床了沒上映記念』為名的特別劇。由三谷幸喜自己負劇本及導演、雖然由電影原班人馬演出，但卻重新製作成新故事播放。
富士電視台在本作中以隱藏攝影機拍攝的方式、讓各事件的演員們在未察覺正在拍攝下進行演出。

#### 出場角色

##### 主角
西條美繪(電視字幕是西條) - 深津繪里
旅館的新門房。雖然一直被上司向她說「妳不行啦」「妳作不到啦」、但一直努力回應各個客人的要求。

##### 套房客人
藝術家 - 淺野忠信
有20年經驗的藝術家（音樂劇演奏家）。因為花了三天卻沒有任何靈感而向美繪求助。
電影導演 - 三谷幸喜
對於自己即將上映的電影相當不安的電影導演。拜託美繪能稱讚他的電影。
攝影家 - 山本耕史
擅長拍攝女性的超自戀攝影家。拜託美繪當他的臨時模特兒，其實是想要她當裸體模特兒。
料理研究家 - 竹内結子
電視上有名的料理研究家。拜託美繪幫忙她做玉棋、但本人實際上不會做菜而讓他們因此一起努力做菜。
老人 - 淺野和之
一名相當紳士而即將面臨死期的老人。30年前與愛人‧阿福住在同一室並且向她告白。由於愛人在3年前過世、讓他為了回憶而來到這個房間、並且拜託美繪暫代1小時的阿福，但其實阿福是個男人。
應召女郎 - 戶田惠子
有20年經驗的應召女郎。被住在旅館的議員叫過來、但議員卻死在床上。
明星- 草彅剛
馬戲團集団『シルク・ド・それゆけ』的明星。為了練習與獅子一起進入箱子中的表演（?）而要美繪幫忙她。之後引退。
上班族 - 西田敏行
對人生絕望的初老上班族。因為一時衝動而侵占了公司資金。在自首前為了人生唯一一次的享樂而來到旅管中。在美繪的幫助下而向她說了「謝謝」。

##### 其他人物
偷拍狂 - 生瀬勝久
喜歡在套房偷裝攝影機的偷拍狂。對於美繪作為門房卻太有本事而一直觀察她。
菅原 - 小林隆
美繪的上司，也是一名門房。
国会議員 - 木下隆行（TKO）
有名的国会議員。親子2代都會叫同一名應召女郎，但最後死在旅館。
漆原 - 相島一之
国会議員秘書。
小佐野 - 中井貴一
討厭奇數的男人。喜歡餛飩，但不喜歡咕嚕肉中的鳳梨
受傷的男子 - 小日向文世
從電動扶梯掉下來而受重傷的男子。
KAN - KAN
吹風笛的男子。
長得很高的人 - 阿部寛
外務省職員。
阿倍吐吐 - 市村正親
本編結束後才登場。

#### 工作人員
- 劇本和演員 - 三谷幸喜
- 影像演出 - 河野圭太
- 標題設計 - 種田陽平
- 演奏 - 香瑠鼓
- 技術協助 - VASC
- 美術協助 - FUJI ART
- 工作室 - LEMON STUDIO
- 製作人 - 前田久閑、土屋健、稻田秀樹（共同電視台）
- 制作 - 富士電視台
- 制作著作 - 共同電視台

## 備注
1. ↑  二人也曾在《魔幻時刻》一起主演。
2. ↑  香港無綫電視版本譯為「阿寶」。
3. ↑  思慧. . 頭條日報. 2012-12-11.
4. ↑  張晴. . 明報網站. 2012-12-11. （原始内容存档于2013-01-06）.
5. ↑  . （原始内容存档于2012-12-02）.
6. ↑  偷拍是? 的存檔，存档日期2011-12-01.來自官網的介紹